# Adoc-Semic
Az Adoc-Semic Kiadói Kft. magyarországi kiadóvállalat volt, mely elsősorban képregények megjelentetésével foglalkozott. A cég 1988 januárjában jött létre Semic Interprint néven. A Semic szó jelentése képregény (a svéd „Serien” és az angol „Comic” szóból lett összerakva), míg az Adoc a vállalat tulajdonosainak nevére utal. A cég 2011-ben végleg megszűnt.

## Története
1988-ban alakult meg Magyarországon az Adoc-Semic Kiadói Kft. akkor még Semic Interprint néven. 10 éven át a svéd Bonnier-csoport tulajdonban volt, majd teljesen magyar tulajdonba került. Miután 1997-ben a dán Egmont média-vállalat felvásárolta a svéd Semic cég képregény-divízióját, az egyes Európa-szerte működő Semic „leányvállalatok”, köztük a magyar is, levált az anyacégről. 2011 januárjában egyes hírforrások arról számoltak be, hogy a Semic veszteségesen működik, jelentős adósság-állománnyal rendelkezik, s végelszámolási eljárás indult ellene. 2011 májusában a Fővárosi Bíróság az ADOC-SEMIC Kiadói és Nyomdai Kft. felszámolását főeljárásként elrendelte.

## A Semic kiadványai
Sokan a Semicet legtöbbször csak a képregények kiadásával azonosítják, pedig fénykorában a cég számos más lapot is kezelt a Kandi-lapokon kívül (ez volt képújságok egykori elnevezése, mert minden képregény elülső borítóján volt kezdetben egy lukas fakerítés, amin be lehetett „kandikálni”). A kiadó nyomdáiban egykoron olyan napilapok illetve ritkábban megjelenő újságok készültek, mint a Metropol, a Magyar Narancs, a Napi Ász és a Magyar Hírlap. A Semic adta ki Magyarországon az Elle-lapcsaládot 2001 őszétől egészen 2011 januárjáig. Ide tartozott a divattal és életmóddal foglalkozó Elle-, a lakberendezés témakörével foglalatoskodó Elle Dekor- és a férfi-olvasóközönségnek szóló Elle Man-magazin.
E kiadó büszkélkedhetett egykoron Kismama és Kisbaba című lapok előállításával is. Az 1989 óta megjelenő Kismama volt a legrégebben Magyarországon megjelenő baba-mama magazin. A kiadvány a babát váró és a kisgyermek(ek)et nevelő fiatal anyukáknak szólt, olyan témákkal foglalkozott, mint a terhesség, a szülés, a gyermeknevelés, az egészség, a családos szabadidős programok stb. A Semic egészen 2000. decemberéig jelentette meg ezeket a lapokat, majd a VNU Budapestnek adta el azoknak kiadási jogait.
E számos lap mellett, fiataloknak szóló, tudományos újságokat is megjelentetett régebben a kiadó. Az egyik ilyen sorozat az 1995-ben és 1996-ban összesen 10 kötetet megérő Élő Világ, míg a másik az Állattár volt.
A cég jelenleg is publikál 2 nevelési-módszertani szaklapot, az óvodapedagógusoknak készülő Óvodai nevelést és az alsó tagozat nevelőinek szánt Tanító elnevezésű folyóiratot.
A Semic könyvek terjesztésével is foglalkozott egykoron, többek között ők adták ki Clive Gifford Futballenciklopédiáját vagy Sandy Ransford Lovaglás kezdőknek című művét. Mint látható, az 1988-ban alapított cég nemcsak képregények kiadásával foglalkozik, hanem számos más területen is érdekelt.

## Más kiadókhoz került kiadványok
- Dörmögő Dömötör (Semic: 1993-2011; 2011-: Drize Kiadói Kft.)
- Garfield (Semic: 1990-2011; 2011-: Drize Kiadói Kft.)
- Zseb-Garfield (Semic: 1994-2010; 2011-: Drize Kiadói Kft.)
- Elle-lapcsalád (Semic: 2001-2011; 2011-: Sanoma Budapest Kft.)
- Kismama (Semic: 1989-2000; 2001-: VNU Budapest)
- Kisbaba (Semic: -2000; 2001-: VNU Budapest)

## Befejezett vagy megszűnt sorozatok
- Ai, a videolány (2000, 4 szám)
- Alf (1990, 12 szám)
- Batman (1990-1992, 25 szám)
- Berci (1998, 12 szám)
- Bobo (1986-1992, 52 szám)
- Bolondos dallamok
- Club Nintendo
- A Csodálatos Pókember (1. folyam, 1989-1999, 127 szám)
- A Csodálatos Pókember (2. sorozat) (2. folyam, 2001-2010, 90 szám)
- A Csodálatos Pókember (3. sorozat)
- Dragon Ball (2000-2001, 16 szám)
- Fantom (1989-1992, 24 szám)
- Focivilág (1997-2006, 475 szám)
- Frédi és Béni, avagy a két kőkorszaki szaki (1989-1990, 9 szám)
- Góliát (1986-1992, 53 szám)
- James Bond (1989-1990, 6 szám)
- Képregény Koktél (1991, 6 szám)
- Kretén (1994-2009, 100 szám[13][14])
- Lobo (1999, 2 szám)
- MAD
- Maja, a méhecske (1991-1992, 13 szám)
- Marvel Extra (1993-1998, 24 szám)
- Nils Holgersson (1993-1998, 24 szám)
- Robotzsaru (1991-1993, 12 szám)
- Rózsaszín Párduc
- Sailor Moon (1999-2000, 24 szám)
- Sailor Moon-füzetek (1999-2000, 7 szám)
- Snoopy (1. folyam, 1997)
- Snoopy és barátai (2. folyam, 2001-2004, 27 szám)
- Spawn – Az ivadék (1997-1999, 18 szám)
- Star Wars (1997-2011, 82 szám)
- Superman (1990-1992, 18 szám)
- Superman és Batman (1992-2001, 57 szám)
- Szimat szörény (3 szám)
- Tarzan 1992-1993, 4 szám)
- Tini Titán Teknőcök (1991-1995, 39 szám)
- Tiszta Dili (1994-1997, 24 szám)
- Transformers (1991-1997, 35 szám)
- Tumak (1988-1989, 15 szám)
- X-07 (1995, 2 szám)
- X-Akták (1997, 6 szám)
- X-Men (1992-1997, 36 szám)

## Különszámok
- Batman film-képregények
- Batman: Az első év (2005)
- Csodálatos Pókember és a Démonirtó
- Csodálatos Pókember és a Sólyom
- Csodálatos Pókember: Sikoly
- Fantom Album
- Góliát Album
- Juli, Klári, Cili: Én meg a srácok, na hiszen! (1991)
- Lobo – Maszk 1-2 (1999)
- Pókember – A sors hálójában
- Pókember és Batman (2004)
- Pókember és a Fekete Macska 1-2 (2006)
- Pókember-film-képregények
- Star Wars-film-képregények
- Star Wars: A Sithek aranykora (2007)
- Tom és Jerry: Karácsonyi album (1991)
- X-Men: X2

## Kötetek
- Falomlás (1990)
- Garfield 25 éve (2003)
- Garfield kisokos (2005)
- Marabu-album (1997)
- Marabu: Hé, Dodó! (2006)
- Simpsonék karácsonyi albuma (1991)